# 汪晖
汪晖（1959年10月10日—），中國大陸学者，第十二届全国政协委员。现为清华大学人文学院教授，清华大学人文与社会科学高等研究所所长。

## 生平
1959年10月10日生于中国江苏省扬州市。1976年毕业于鲁迅中学，后做了两年工人。1978年录取为扬州师范学院中文系1977级本科生。1981年本科毕业，1982至1984年为扬州师范学院中文系现代文学专业研究生，导师是章石承。师承章石承、曾华鹏、李关元。1984年获南京大学硕士学位。1984年考入中国社会科学院研究生院文学系读博士，导师是唐弢。1988年获博士学位。汪晖参与了1989年天安门广场抗议活动。事后调查没有发现严重问题。他被送往陕西商洛“锻炼”一年。
1988年—2002年先后任中国社会科学院文学研究所助理研究员、副研究员、研究员，中国社会科学院研究生院教授。1991年底，汪晖同陈平原、王守常一同创办了《学人》丛刊。1996—2007年任《读书》杂志主编，2002年受聘为清华大学人文学院教授。2013—2018年，任第十二届全国政协委员。2018年，成为清华大学首批文科资深教授。2024年当选为欧洲科学院院士。

## 观点
汪晖认为，中华人民共和国自建国以来形成了一条独立自主、不断试错、不断纠错的中国道路，既不同于西方新自由主义模式，也不同于已经崩溃了的苏联模式，“使中国在一次次危机后仍能焕发活力”。他还认为，“中国的现代国际主义的传统需要被重新提出来——不是那种输出革命式的国际主义，而是真诚关心和尊重第三世界国家的生存、发展和社会权利，在全球范围内探索一条平等、民主和共同发展的道路。”像一带一路“这样的模式应该成为全球共同参与的模式，一个思考新空间的模式。”
汪晖被称为中国新左派领袖。但他不愿接受这个据他说“由敌人贴上的”标签，“部分原因是我们不希望与文化大革命联系在一起，或者与改革时期中共的所谓“老左派”联系在一起。 但也是因为新左派这个词是西方的，在欧洲和美国具有非常不同的代际和政治内涵。我们的历史背景是中国的，而不是西方的，照搬这个概念是否对今天的中国有用是值得怀疑的。”
汪晖认为，在西方学术界，藏学不属于中国学，“与其说是一种自然的存在，毋宁说是一种人为创造的体系”。
汪晖主张“有必要保持中国古老的文明”，在西方中心世界里保持中国文化的自主性，提倡英雄主义、集体主义、利他主义等价值观，说“反传统反得最激烈的就是中国的精英知识分子，认为只有西方是对的，我们自己的传统是错的，只有打破传统，才能赶上西方。结果就是，我们事事学西方。对于这种现象，我认为非常有必要重新思考。”
六四运动时，汪晖在天安门广场上，他2013年回忆说，“我们打出的标语是：“我们要58，我们不要85”，因为在当时戈尔巴乔夫58岁，邓小平是85岁。历史证明了当时85岁的邓比58岁的戈尔巴乔夫或许要聪明一些”。

## 荣誉和评价
2011年，瑞士苏黎世大学高级研究员韦伯博士（Ralph Weber）评价说：“在过去二十余年里，汪晖在中国一直是学术、文化和政治论坛中一个响亮的声音， 而近年以来，他在欧洲和美国也愈来愈是如此。”
2013年10月20日，汪晖被授予年度“卢卡·帕西奥利奖”（Luca Pacioli Prize）。和汪晖同时获奖的是德国哲学家尤尔根·哈贝马斯。2014年10月1日，东方出版社编辑出版了《探寻中国的现代性：汪晖学术思想评论集（一）》和《理解中国的视野：汪晖学术思想评论集（二）》，收入评论汪晖的文章。
2011年，葉蔭聰在《明报》发文指汪晖、強世功、甘陽等都属于国家主义者。 许纪霖在2011年发文指，汪晖等激进左翼的保守化是近年来思想界出现的一个令人惊异的现象，但他又指，当代中国新左派一开始便具有某种国家主义的内在趋势，所以“集体右转并非晴天霹雳，而有其内在的思想与历史逻辑。”

## 争议
关于汪晖的争议有1999年长江读书奖事件和2010年汪晖涉嫌抄袭事件。
1997年海南《天涯》杂志发表汪晖的文章《当代中国的思想状况与现代性问题》，成为“中国新左派”与“自由主义”之争的导火索。
2017年10月25日，《批判亚洲研究》（Critical Asian Studies）杂志的主任和编辑就该杂志两篇未经作者或出版商许可的文章进行再版和政治审查一事发表声明。这两篇文章分别是Claudia Pozzana和Alessandro Russo的《中国的新秩序与过去的混乱：从汪晖的分析开始的对话》（2006），和他们的《连续性/不连续性：中国在当代世界中的地位》（2011）。声明称，2006年的文章受到政治审查并于2015年在汪晖亲自主编的中文辑刊上重新发表，而2011年的文章于2014年未经授权被再版。在被政治审查的两篇论文中，有关1989年天安门广场抗议活动的内容被删除。

## 著作
汪晖早期的学术生涯围绕着鲁迅研究展开，一直到1988年的博士论文《反抗绝望：鲁迅及其文学世界》为这个时期的标志。 其后他的研究工作转向现代中国思想的研究。写于1988年的《预言与危机——中国现代历史中的“五四”启蒙运动》，分析了五四运动得以形成的思想和社会条件，以及这个文化运动的内在思想矛盾。
汪晖主要中文著作有：
- 《去政治化的政治：短二十世纪的终结与九十年代》，北京：三联书店，2008
- 《别求新声：汪晖访谈录》，北京：北京大学出版社，2009
- 《现代中国思想的兴起》（四卷本），北京：三联书店，2004；增订版2008
- 《死火重温》，北京：人民文学出版社，2000
- 《汪晖自选集》，桂林：广西师范大学出版社，1997
- 《旧影与新知》，沈阳：辽宁教育出版社，1996
- 《真实的与乌托邦的》，南京：江苏文艺出版社，1994
- 《无地彷徨：“五四”及其回声》，杭州：浙江文艺出版社，1994
- 《反抗绝望：鲁迅及其〈呐喊〉〈彷徨〉研究》，台北：久大文化股份有限公司，1990; 上海：上海人民出版社，1991；石家庄：河北教育出版社，1998；北京：三联书店，2008。

翻译成外文的著作有：
- The Politics of Imagining Asia, translated by Theodore Huters, (Harvard University Press, 2011).
- The End of Revolution: China and the Limits of Modernity, (London: Verso, 2010).
- China’s New Order: Society, Politics, and Economy in Transition, translated by Ted Huters, (Cambridge, Mass.: Harvard University Press, 2003).
- 思想空間としての現代中国（《作为思想空间的现代中国》，日文），村田雄二郎、小野寺史郎、砂山幸雄翻译，东京：岩波书店，2006。
- Il Nuovo Ordine Cinese, translated by Anna Maria Poli, (Roma: Manifesto Libri Srl., 2006).
- El Nuevo Orden de China, Sociedad, Política y Economía en Transición, Traducido por Olga Curell Sanmarti, Carles Prado-Fonts y Lin Longbo, (Barcelona: Bellaterra, 2008).
- 《死火重温》（韩文）: 首尔: Samin Publishing Co., 2005.
- 《新亚洲想象》，首尔: 创批出版社， 2003.